# صمام مشغل بملف لولبي
في الهندسة الكهربائية، الصمام المُشغَّل بملف لولبي (بالإنجليزية: Solenoide-actuated valve)‏ هو صمام كهربائي يستخدم لتمرير أو أيقاف غاز أو سائل . ويتحكم في الصمام بواسطة تيار كهربائي يعمل على تشغيل الملف الذي يولد مجالا مغناطيسيا لفتح أو قفل يسر السائل أو الغاز: في حالة صمام يتحكم في مسار (سائل) له مدخل ومخرج، فيمكن قفل أو فتح الصمام . وتوجد صمامات ثلاثية تتحكم في ثلاثة مسارات للسائل أو الغاز، المسار الداخل، ومساران ممكنان للخارج . ويمكن تشغيل صمامات متعددة المجاري .
يكثر استخدام صمام الملف لضبط تمرير السوائل . وهي تؤدي عملها لقفل تمرير سائل أو فتح وتمرير سائل أو معايرة سائل، أو توزيع وخلط سائل . وهي تعمل سريعا وبكفأة، صغيرة الحجم وتعمر طويلا، وتتوافق مع المواد التي تمررها، واستهلاكها للطاقة قليل.

## طريقة عمله

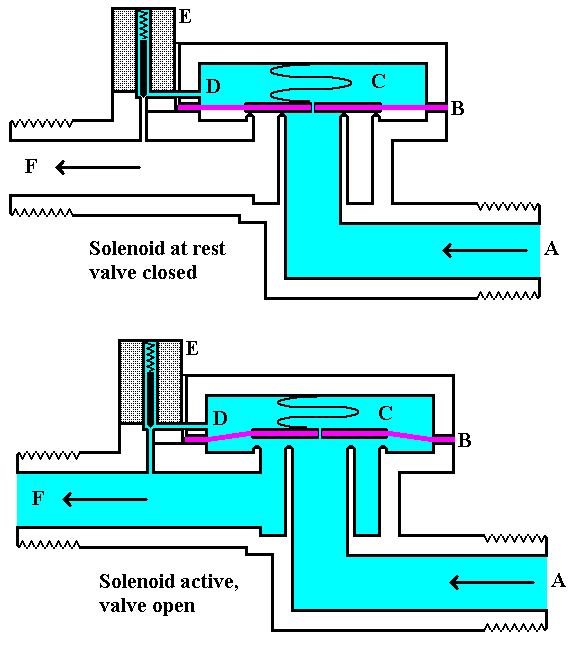
A- مدخل السائل أو الغاز
B- غشاء
C- غرفة ضغط
D- ممر تخفيف الضغط
E- ملف كهربائي
F- مخرج السائي أو الغاز

يبين هذا الشكل التركيب الرئيسي لصمام الملف. يبين الشكل العلوي حالة الصمام المغلق . يدخل ماء تحت ضغط مرتفع من الأنبوب A و يوجد غشاء B مرن يضغطه زنبرك من أعلى إلى أسفل . ويوجد في الغشاء فتحة صغيرة في وسطه تسمح بمرور جزء صغير من السائل إلى الغرفة C على الناحية المقابلة للغشاء بحيث يتساوي ضغط الماء على الناحيتين، ويبقى الغشاء مغلقا بسبب ضغط الزنبرك عليه .
يظل الممر D مغلقا بوساطة قضيب هو الجزء المتحرك من الملف 
E ويضغط عليه من أعلى لولب صغير . فإذا شغّل الملف عن طريق تمرير تيار كهربائي فيه وتولد قوة مغناطيسية، فيرتفع القضيب ويمر ماء من الغرفة 
C
خلال الممر D إلى الخارج . فيقل بذلك الضغط في الغرفة C ويعمل ضغط الماء المدخل على رفع الغشاء ويفتح الفتحة الرئيسية للصمام . يمر الآن الماء من A إلى F.
وعند إزالة التيار الكهربائي من الملف يغلق الممر 
D ثانيا، وتضغط النزبرك عل الغشاء لاغلاق الصمام الرئيسي.
في بعض التصميمات الأخرى يعمل الملف مباشرة على الصمام، كما يستخدم أحيانا صمام صغير كهذا للتحكم في تشغيل صمام كبير .

## اقرأ أيضاً
- محاثة
- محاثة مغناطيسية
- ملف كهربائي
- مواسع
- دائرة كهربائية
- دائرة مقاومة ومكثف
- رنان ملف ومكثف
- ملف خانق